# خالد العبیدی
خالد یاسین العُبَیدی وزیر دفاعِ عراق است. وی مسلمانِ سنی و عضو مجلسِ نمایندگانِ عراق نیز هست.

## زندگی
العبیدی در شهرِ موصل زاده شد و دیپلم را در ۱۹۷۷ یا ۱۹۷۸ میلادی و تحصیلاتِ تکمیلیِ خود را در ۱۹۸۴ بپایان رسانید. در همان سال بعنوانِ مهندسِ موتور هواپیما به ارتشِ عراق پیوست و تا هجومِ آمریکا به عراق در سالِ ۲۰۰۳ به همین کار مشغول بود. وی در اکتبرِ سالِ ۲۰۱۴ وزیر دفاع عراق گردید.